# Sunifredo I di Barcellona
Sunifredo, Sunifredo anche in spagnolo, in portoghese e in galiziano, Sunifred in francese e in catalano. Sunicfredus in latino (Gerona, tra la fine dell'VIII e l'inizio del IX secolo – Gerona, 849), fu conte di Urgell e Cerdagna dall'834 fino alla sua morte, e poi marchese della marca di Spagna e conte Barcellona, Gerona, Osona e Besalú, e duca di Settimania e conte di Narbona, Béziers e Nîmes dall'844 fino alla sua morte.

## Origine
Secondo la Diplomata n° CLII Ludovici Pii Imperatoris, era figlio di Borrell, conte di Urgell, Cerdagna e Osona e della moglie di cui, secondo la Foundation for Medieval Genealogy, non si conoscono né il nome né gli ascendenti.
Borrell di Osona era un nobile di origine visigota dell'antica Cerretana, oggi chiamata Cerdagna, di cui non si conoscono gli ascendenti.

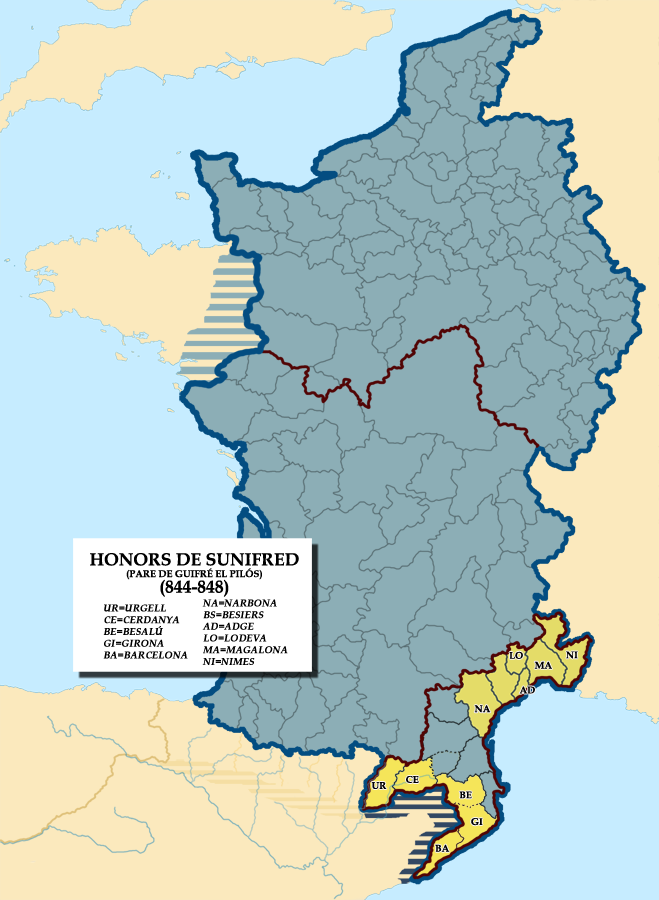
In giallo, le contee di Sunifredo (844-848)

## Biografia
Sunifredo viene citato per la prima volta nell'819, nel documento II della Marca Hispanica sive Limes Hispanicus, in cui Sunifredo, definendosi conte fa una donazione alla chiesa di Urgell.
Secondo la storico T.N. Bisson Sunifredo fu tra coloro che, tra l'826 e l'827, si ribellarono al conte di Barcellona Bernardo di Settimania e si unirono ad Aissò e a Guillemundus, figlio del primo conte di Barcellona, Berà.
Un documento dell'829, la Diplomata n° CLII Ludovici Pii Imperatoris fa riferimento a Sunifredo, dove l'imperatore Ludovico il Pio, definendolo un suo fedele, gli garantisce una villa nel Narbonense e gli promette le contee che erano state di suo padre Borrell, nella marca di Spagna.
Nell'834 l'imperatore Ludovico il Pio gli confermò le contee di Urgell e di Cerdagna, che Sunifredo aveva già in parte occupato a partire dall'830 e che porterà a termine le occupazioni, nell'835, quella della Cerdagna e, nell'838, quella dell'Urgell.
In un documento dell'840, il nº 98 dell'Histoire générale de Languedoc, Tomus II Preuves, Sunifredo fa una donazione alla chiesa di Urgell.
Nell'842 l'emiro di Cordova, ʿAbd al-Raḥmān II ibn al-Ḥakam, ordinò un attacco a Narbona, al suo generale Abd al-Wahid ibn Yazid e al Banu Qasi Musa ibn Musa che decisero di attraversare i Pirenei passando per l'interno; Sunifredo bloccò gli attaccanti, probabilmente nella contea di Osona, prima che arrivassero in Cerdagna. Questo fatto lo fece notare al nuovo re dei Franchi di Neustria (o Franchi occidentali), Carlo il Calvo, che apprezzò il suo gesto.

Infatti, dopo che Carlo ebbe catturato e fatto giustiziare Bernardo di Settimania, che aveva appoggiato la ribellione di Pipino II auto-proclamatosi re di Aquitania, nell'844, oltre a confermarlo Conte di Urgell e di Cerdagna nominò Sunifredo conte di Barcellona, Gerona, Osona, Besalú, Béziers, Narbona e Nîmes e in un documento dell'844, il nº 110 dell'Histoire générale de Languedoc, Tomus II Preuves, il re dei Franchi occidentali, Carlo il Calvo, lo definisce marchese (molto probabilmente di Settimania).
A dicembre dell'847 l'emiro, ʿAbd al-Raḥmān II chiese, e gli fu concesso, un trattato di pace.
Probabilmente tanto Sunifredo quanto il suo presunto fratello 'Sunyer I (secondo alcune fonti) furono uccisi tra la fine dell'848 e l'inizio dell'849 da Guglielmo di Settimania, figlio di Bernardo di Settimania, che alleato di Pipino II, si era nuovamente ribellato al re dei Franchi occidentali e anche legittimo re di Aquitania, Carlo il Calvo, e nell'848 aveva attaccato le contee della marca di Spagna; secondo la Crónica de San Juan de la Peña, Sunifredo fu ucciso neri pressi di Narbona, dove si era recato con il figlio primogenito, Goffredo, per un incontro con i rappresentanti del re.
Eliminando Sunifredo e Sunyer Guglielmo si impadronì delle contee di Barcellona e d'Empúries; le Contee di Urgell e di Cerdagna, andarono a Salomone, un nobile di origine francese.

## Matrimonio e discendenza
Sunifredo aveva sposato una nobile di nome Ermessinda († dopo il 1º dicembre 885, poiché questa data risulta dal documento LVI della Marca Hispanica sive Limes Hispanicus, di una donazione fatta da Ermessinda, vedova di Sunifredo, assieme ai figli, Rodolfo e Miró il Vecchio con la propria moglie, Cixilona), come risulta dal documento n° 1 del Cartulaire Roussillonais che fa riferimento al conte Sunifredo e a sua moglie Ermessinda (Sunicfredus comes fecit cum sua uxore Ermesinda).

Sunifredo da Ermessinda ebbe sette (o otto) figli:
- Goffredo (circa 840-897), fu conte di Barcellona[12]
- Rodolfo[13] († circa 913), conte di Besalú, che sposò una nobile di nome Redlinda, che gli diede una figlia:
  - Oliva († dopo il 920)
- Miró il Vecchio[13] († dopo l'896), conte di Rossiglione e conte di Conflent, che sposò una nobile di nome Cixilona[13] che gli diede una figlia:
  - Gotrana († dopo il 4 marzo 916) che sposò il conte di Empúries, Bencione († circa 916), figlio del conte d'Empúries e di Rossiglione, Sunyer II, morto combattendo Guglielmo di Settimania
- Sisenanda
- Sunifredo († prima del 26 giugno 885, in quella data è commemorato dal fratello Goffredo[7]), chierico (così definito, nel documento MMXVI della Coleccion diplomatica del Contado de Besalù, Tomo XV-IV, da suo fratello Goffredo[16]). Abate ad Arles[7]. Viene ricordato in altri due documenti della Coleccion diplomatica del Contado de Besalù, Tomo XV-IV, il MMXVIII[17] e il MMXXIII, dove la nipote Emma lo commemora in una donazione[18].
- Ermessinda († circa 898)
- Ricolfo († circa 916), vescovo di Elne[7], che nell'892, compie una donazione come esecutore testamentario del fratello Sunifredo[17]
- Cixilona, che, secondo lo storico spagnolo Pròsper de Bofarull, aveva sposato il conte di Empúries Delà.

### Fonti primarie
- (LA)  Rerum Gallicarum et Francicarum Scriptores, Tomus VI.
- (LA)  Histoire générale de Languedoc, Tomus II Preuves.
- (LA)  Cartulaire roussillonnais.
- (LA)  Crónica de San Juan de la Peña.

### Letteratura storiografica
- René Poupardin, I regni carolingi (840-918), in «Storia del mondo medievale», vol. II, 1999, pp. 583–635
- (LA)  Marca Hispanica sive Limes Hispanicus, 1688.
- (LA)  Cartulaire Roussillonais, par B. Alart, 1880.
- (LA)  Coleccion diplomatica del Contado de Besalù, Tomo XV-IV, de Olot, 1907.